# 利州东路
利州东路，宋朝在今四川省北部、陕西省设置的路。
1144年，南宋分利州路为利州东路、利州西路。东路的治所还是兴元府（今陕西省汉中市）。东路管辖兴元府、隆庆府（今四川省剑阁县）、利州（今四川省广元市）、金州（今陕西省安康市）、洋州（今陕西省洋县）、阆州（今四川省阆中市）、蓬州（今四川省仪陇县南）、巴州（今四川省巴中市）、大安军（今陕西省宁强县西北）。元朝废除。